# Margarida da Turíngia
Margarida da Turíngia, também conhecida como Margarida da Saxônia (em alemão:  Margarete; Weimar, 1449 — Spandau, 13 de julho de 1501) foi eleitora consorte de Brandemburgo pelo seu casamento com João Cícero de Brandemburgo. 

## Família
Margarida foi a filha primogênita do landegrave Guilherme III da Turíngia e de Ana de Áustria, duquesa de Luxemburgo, sua primeira esposa. Seus avós paternos eram Frederico I, Eleitor da Saxônia e Catarina de Brunsvique-Luneburgo. Seus avós maternos eram o rei Alberto II da Germânia e Isabel de Luxemburgo.
Ela teve apenas uma irmã mais nova, Catarina, esposa do duque Henrique II de Münsterberg.

## Biografia
Por volta dos 27 anos de idade, Margarida casou-se com o futuro eleitor João Cícero, de 21 anos, em 26 de agosto de 1476, em Berlim. Ele era filho de Alberto III Aquiles, e de sua primeira esposa, Margarida de Baden. A data do casamento foi adiada várias vezes devido a dificuldades financeiras.
No seu testamento, João Cícero prometeu a esposa as cidades de Spandau, Kostrzyn nad Odrą, na atual Polônia, Wriezen, Bötzow, Liebenwalde e Saarmund, além do Castelo Spandau para a sua moradia, para onde ela se retirou.
Eles tiveram sete filhos, quatro meninas e três meninos.
O eleitor morreu em 9 de janeiro de 1499, aos 43 anos de idade, e foi enterrado na Catedral de Berlim.
Catarina faleceu dois anos depois, em 13 de julho de 1501, com cerca de 52 anos. Foi sepultada na mesma catedral que o marido.

## Descendência
- Filha (11 ou 12 de setembro de 1480 - após 5 de julho de 1482);
- Wolfgang de Brandemburgo (17/26 de maio de 1482 - após 5 de julho de 1482);
- Joaquim I Nestor, Príncipe-Eleitor de Brandemburgo  (21 de fevereiro de 1484 - 11 de julho de 1535) sucessor do pai. Foi casado com a princesa Isabel da Dinamarca. Teve descendência;
- Isabel de Brandemburgo (n. e m. 1486);
- Ana de Brandemburgo (27 de agosto de 1487 - 3 de maio de 1514) foi duquesa de Schleswig-Holstein como esposa do duque Frederico, futuro rei da Dinamarca e Noruega, com quem teve dois filhos;
- Úrsula de Brandemburgo (17 de outubro de 1488 - 18 de setembro de 1510) primeira esposa do duque Henrique V de Mecklemburgo, com quem teve três filhos;
- Alberto de Brandemburgo (28 de junho de 1490 - 24 de setembro de 1545) arcebispo de Magdeburgo e de Mainz.